# Liste der Kulturdenkmäler in Holzappel
In der Liste der Kulturdenkmäler in Holzappel sind alle Kulturdenkmäler der rheinland-pfälzischen Ortsgemeinde Holzappel aufgeführt. Grundlage ist die Denkmalliste des Landes Rheinland-Pfalz (Stand: 8. Dezember 2023).

## Denkmalzonen
| Bezeichnung                    | Lage                       | Baujahr         | Beschreibung                                                                                    | Bild                           |
| ------------------------------ | -------------------------- | --------------- | ----------------------------------------------------------------------------------------------- | ------------------------------ |
| Denkmalzone Jüdischer Friedhof | südwestlich des Ortes Lage | 19. Jahrhundert | eingezäuntes Areal mit etwa 20 Grabsteinen; im 19. Jahrhundert angelegt, letzte Bestattung 1936 | weitere Bilder Fotos hochladen |

## Einzeldenkmäler
| Bezeichnung                            | Lage                         | Baujahr                  | Beschreibung | Bild                           |
| -------------------------------------- | ---------------------------- | ------------------------ | --- | ------------------------------ |
| Umspannwerk                            | Auf den Bracken 8 Lage       | 1913/14                  | Umspannstation der Main-Kraftwerke für den Bereich des ehemaligen Unterlahnkreises; Komplex aus mehreren Gebäudeteilen unterschiedlicher Höhe, Reformarchitektur, 1913/14 | weitere Bilder Fotos hochladen |
| Katholische Pfarrkirche St. Bonifatius | Esteraustraße 2 Lage         | 1878                     | neuromanischer Saalbau, 1878 | weitere Bilder Fotos hochladen |
| Wohnhaus                               | Hauptstraße 8/10 Lage        | 17. oder 18. Jahrhundert | verputztes Fachwerk-Doppelwohnhaus, teilweise verschiefert, wohl aus dem 17. oder 18. Jahrhundert                                                                         | Fotos hochladen                |
| Gast- und Wohnhaus                     | Hauptstraße 15 Lage          | 17. Jahrhundert          | stattlicher Walmdachbau, Fachwerk, teilweise verputzt, 17. Jahrhundert, straßenseitig erweitert, 20. Jahrhundert                                                          | Fotos hochladen                |
| Wohnhaus                               | Hauptstraße 19 Lage          | 18. Jahrhundert          | Fachwerkhaus, teilweise verputzt, 18. Jahrhundert | Fotos hochladen                |
| Bärenbrunnen                           | Hauptstraße, bei Nr. 19 Lage | 1913                     | Kriegerdenkmal 1870/71 in Form eines Brunnens, 1913 | Fotos hochladen                |
| Wappenstein                            | Hauptstraße, an Nr. 27 Lage  | 1705                     | Wappenstein, bezeichnet 1705 | Fotos hochladen                |
| Evangelische Pfarrkirche               | Hauptstraße 29 Lage          | 1824/25                  | klassizistischer Saalbau, 1824/25 | weitere Bilder Fotos hochladen |
| Wohnhaus                               | Hauptstraße 84 Lage          | 18. Jahrhundert          | Mansarddachbau, teilweise massiv und verschiefert, wohl mit Fachwerk des 18. Jahrhunderts                                                                                 | Fotos hochladen                |
| Pfarrhaus                              | Pfaffengasse 1/3 Lage        | 1665                     | ehemaliges lutherisches Pfarrhaus, 1665; Fachwerkbau, 1805 durch Baumeister Knitzbach umgebaut                                                                            | Fotos hochladen                |

## Ehemalige Kulturdenkmäler
| Bezeichnung | Lage                | Baujahr                  | Beschreibung                                                                                              | Bild            |
| ----------- | ------------------- | ------------------------ | --- | --------------- |
| Wohnhaus    | Hauptstraße 66 Lage | 17. oder 18. Jahrhundert | Fachwerkhaus, verputzt und verschiefert, wohl aus dem 17. oder 18. Jahrhundert; aus Denkmalliste gelöscht | Fotos hochladen |